# Dąbrowa Jastrzębska
Dąbrowa Jastrzębska – wieś w Polsce położona w województwie mazowieckim, w powiecie radomskim, w gminie Jastrzębia. Położona wśród dębowych i sosnowych lasów malownicza wieś, której część znajduje się w pasie zieleni chronionej objętej programem "Natura 2000". Od granic administracyjnych Radomia dzieli ją zaledwie 8 kilometrów. Wieś ma status sołectwa.
| SIMC    | Nazwa                  | Rodzaj    |
| ------- | ---------------------- | --------- |
| 0624195 | Jastrzębskie Komorniki | część wsi |

W latach 1975–1998 miejscowość administracyjnie należała do województwa radomskiego. 1 stycznia 2003 roku częścią wsi Dąbrowa Jastrzębska stała się ówczesna wieś Jastrzębskie Komorniki.
Wierni kościoła rzymskokatolickiego należą do parafii Zwiastowania Najświętszej Marii Panny w Jastrzębi.